# Encaste Torrestrella
Torrestrella es un tipo de encaste derivado del Encaste Parladé procedente de la Casta Vistahermosa. Por las particularidades genéticas, registradas por el Ministerio del Interior de España, figura dentro del Libro Genealógico de la Raza Bovina de Lidia, dependiente del Ministerio de Agricultura.
Su nombre se debe a la ganadería brava que estaba en propiedad de Álvaro Domecq Díez, que en 1954 creó su vacada a partir de las compras de reses a Carlos Núñez.

## Historia
Álvaro Domecq Díez heredó una cuarta parte de la ganadería de su padre Juan Pedro Domecq y Núñez de Villavicencio la cual fue vendida al poco tiempo de adquirirla a su hermano Salvador Domecq.
En el año 1953 compró la ganadería de Curro Chica junto a Manuel Camacho la cual se formaba con animales de Veragua en la línea de Braganza posteriormente le cedió el hierro a Manuel Camacho para así comprarle una camada de eralas a Carlos Núñez Manso.
En 1954 en la finca Los Alburejos en Medina Sidonia (Provincia de Cádiz) Álvaro Domecq y Díez creó su nueva ganadería a partir de la compra de las reses de Salvador Suárez Ternero, de procedencia Parladé, la cual la llamó Valcargado, en 1956 compró parte de la vacada de Francisco Chica y una punta de vacas a Carlos Núñez, posteriormente elimina todo lo comprada a Salvador Suárez Ternero y la ganadería pasa a llamarse Torrestrella.

## Características
Según el Ministerio del Interior, los toros del encaste Torrestrella reúnen como propias las siguientes características:
Es un toro hondo, de buena alzada y desarrollo óseo, con morrillo destacado, generalmente bien armado con encornaduras que suelen dirigirse hacia arriba. Las pintas son muy variadas, destacando negros, colorados en todas sus variantes, castaños, tostados y con menor frecuencia cárdenos, ensabanados y jaboneros, pudiendo darse en menor medida salineros y sardos. Estos pelajes pueden ir acompañados por un gran número de accidentales, entre los que destaca la presencia del burraco y salpicado.

## Ganaderías relacionadas
En el año 2009 había 36 ganaderías de encaste Torrestrella, que sumaban 3301 vacas reproductoras y 159 sementales, entre ellas se encuentran las siguientes ganaderías:
- Ganadería de Torrestrella[14]
- Hermanos Sandoval[15]
- Antonio San Román[16]
- Juan Rivera[17]
- Hermanos Cabronell
- Herederos de José Francisco Valera Crujo[18]